# I. e. 197
Évszázadok: i. e. 3. század – i. e. 2. század – i. e. 1. század
Évtizedek: i. e. 240-es évek – i. e. 230-as évek – i. e. 220-as évek – i. e. 210-es évek – i. e. 200-as évek – i. e. 190-es évek – i. e. 180-as évek – i. e. 170-es évek – i. e. 160-as évek – i. e. 150-es évek – i. e. 140-es évek
Évek: i. e. 202 – i. e. 201 – i. e. 200 – i. e. 199 –  i. e. 198 – i. e. 197 – i. e. 196 – i. e. 195 – i. e. 194 – i. e. 193 – i. e. 192

## Események

### Róma
- Caius Cornelius Cethegust és Quintus Minucius Rufust választják consulnak.
- A rómaiak két provinciára osztják Hispania általuk uralt részét: Hispania ulteriorra ("Távoli Hispania", a félsziget déli, délkeleti része) és Hispania citeriorra ("Közeli Hispania", a keleti rész). Egyúttal a praetorok száma hatra nő.
- A két consul a lázadó gallok ellen vonul Gallia Cisalpinában. C. Cornelius csatában legyőzi az insubereket.
- A makedón háborút az előző évi consulra, Titus Quinctius Flamininusra bízzák.
- Életbe lép a Lex Atinia. (Öt tengerparti római colonia – Volturnum, Liternum, Puteoli, Salernum és Buxentum – alapítása.)[1]

### Hellenisztikus birodalmak
- Nabisz spártai türannosz megkapja Argoszt V. Philipposz makedón királytól szövetségéért cserébe, de Nabisz ezután a rómaiak szövetségét keresi.
- Flaminius a künoszkephalai csatában döntő vereséget már a makedónokra, akik békét kérnek. Véget ér a második római-makedón háború. V. Philipposz megtarthatja trónját és Makedóniát, de fel kell adnia minden meghódított görög területet. Ezenkívül 1000 talentum hadisarcot fizet, leszereli hadiflottája nagy részét[2] és túszokat ad (köztük fiatalabb fiát, Démétrioszt) Rómának.
- Meghal I. Attalosz pergamoni király. Utóda fia, II. Eumenész.
- III. Antiokhosz szeleukida király elfoglal néhány, Pergamon által megszállt kis-ázsiai várost.
- Egyiptomban továbbra is tart a görög elit elleni lázadás. V. Ptolemaiosz kegyetlenkedéssel próbálja megfélemlíteni a felkelőket.
- A thérai öbölben egy vulkánkitörés következtében megjelenik Hiera szigete.

### Halálozások
- I. Attalosz Szótér pergamoni király

## Fordítás
- Ez a szócikk részben vagy egészben  a(z)   197 BC című angol Wikipédia-szócikk ezen változatának fordításán alapul.  Az eredeti cikk szerkesztőit annak laptörténete sorolja fel. Ez a jelzés csupán a megfogalmazás eredetét és a szerzői jogokat jelzi, nem szolgál a cikkben szereplő információk forrásmegjelöléseként.